# Friedl Dicker-Brandeis
Fredericke «Friedl» Dicker-Brandeis (Viena, 30 de juliol de 1898 – Auschwitz-Birkenau, 9 d'octubre de 1944), va ser una artista i educadora austríaca jueva assassinada en el camp de concentració d'extermini d'Auschwitz-Birkenau.

## Biografia
Fredericke “Friedl” Dicker va néixer en el si d'una família jueva pobra. El seu pare, Simon Dicker, treballava com a venedor en una papereria. La seva mare va morir quan ella era molt petita, al 1902, i encara que el seu pare es va tornar a casar la falta de la figura materna es va convertir en la causa central del trauma de la seva vida.
De 1909 a 1912 va assistir a l'escola pública per a nenes de Viena. El 1914 es va graduar d'un curs de fotografia i tecnologia de reproducció en l'Institut de Recerca d'Arts Gràfiques. Després de la seva graduació, en tenir alguna experiència en el teatre de carrer de marionetes, de 1914 a 1916 es va inscriure en el departament de tèxtil de l'Escola d'Arts i Oficis de Viena. Va ser alumna del professor i pedagog Franz Cižek, que fomentava la creativitat lliure i se centrava en el món interior dels seus estudiants.
El 1916 va ingressar a l'escola privada d'art de Johannes Itten, també a Viena. El dissenyador, escriptor, professor i pintor expressionista suís ensenyava l'art com una progressió espiritual. En aquesta escola va conèixer Franz Singer i Anny Worttiz, que van ser amics seus i col·laboradors una llarga temporada. En aquesta mateixa època va mostrar interès per la música en participar en un curs d'harmonia a l'escola Arnold Schoenberg. Probablement, va ser quan va conèixer i es va fer amiga de dos distingits compositors: Viktor Ullmann i Stefan Wolpe, que li van dedicar algunes de les seves obres.

## Trajectòria
El 1919, va seguir Johannes Itten a l'escola de la Bauhaus a Weimar, on va estudiar i va treballar com a professora. Allí va estar implicada en el disseny tèxtil, l'enquadernació i en tallers de tipografia, i es va relacionar amb Walter Gropius, Oskar Schlemmer i Paul Klee. El primer, director de l'escola, en va elogiar "la naturalesa polifacètica dels seus dons i la seva energia increïble"

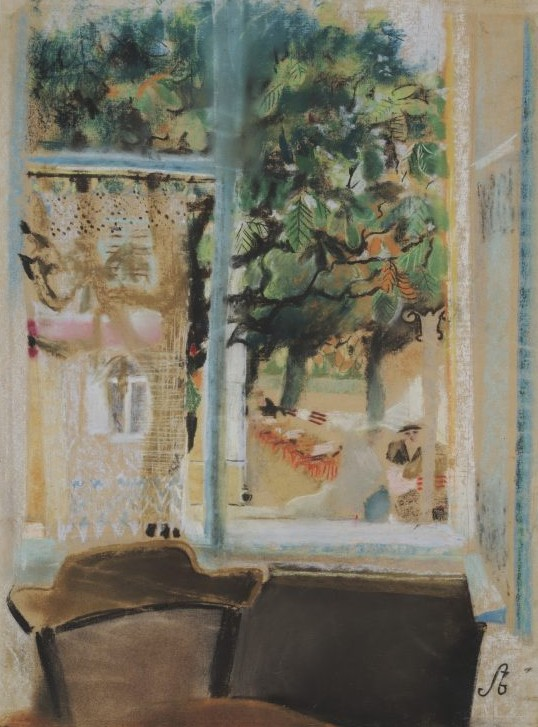
Vista des de la finestra a Františkové Lázně (1936)

En finalitzar els estudis el 1923 es va traslladar a Berlín i va obrir, juntament amb Franz Singer, l'estudi Werkstätten Bildender Kunst, "Tallers de Belles Arts”. Les tasques que van fer van ser molt variades, des d'enquadernacions i decoració de teles fins a joguines infantils. També van treballar com a dissenyadors de decorats i de vestuari per al teatre, principalment per al teatre Die Truppe, del director Berthold Viertel.

El 1926 va tornar a Viena amb Franz Singer i van muntar un altre estudi, el Singer & Dicker. Van desenvolupar, principalment, treballs en l'àrea de l'arquitectura, de disseny d'interiors, a més de mobiliari innovador, pels quals van rebre alguns premis en diverses exposicions. A partir de 1930 també es van dedicar a la creació de joguines que estimulessin la intel·ligència i mobiliari infantil plegable. El treball realitzat amb Singer va ser cedit i es mostra al Museu d'Arts Aplicades de Viena.

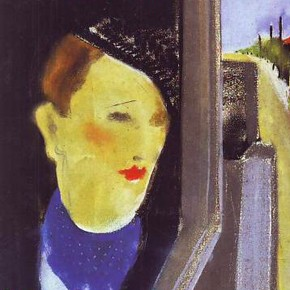
Dama en un cotxe / Autoretrat imaginari, de Friedl Dicker–Brandeis (detall, c 1940). Museu Jueu de Praga

Com que la relació entre tots dos artistes era complicada i estava plena de conflictes, el 1931 van decidir separar-se i Friedl Dicker-Brandeis va obrir el seu propi estudi. A partir d'aquest moment va començar la seva carrera com a educadora quan la ciutat de Viena la va convidar a impartir un curs de preescolar per al professorat. Però el 1934 va ser arrestada i acusada de desenvolupar activitats relacionades amb el comunisme. Després d'un breu empresonament, fou alliberada i es va traslladar a Praga, perquè en aquella època el nazisme anava prenent cada vegada més força a l'Europa Central. Aquests fets li van canviar el curs de la vida. A Praga es va casar amb el seu cosí, Pavel Brandeis, que era comptable i havia obtingut la nacionalitat txeca. En aquesta època va començar a desenvolupar els seus dots com a pintora, passant del constructivisme a l'art figuratiu, encara que va continuar treballant en la decoració artística i l'interiorisme amb Grete Bauer-Fröhlich, una antiga col·lega de la Bauhaus.

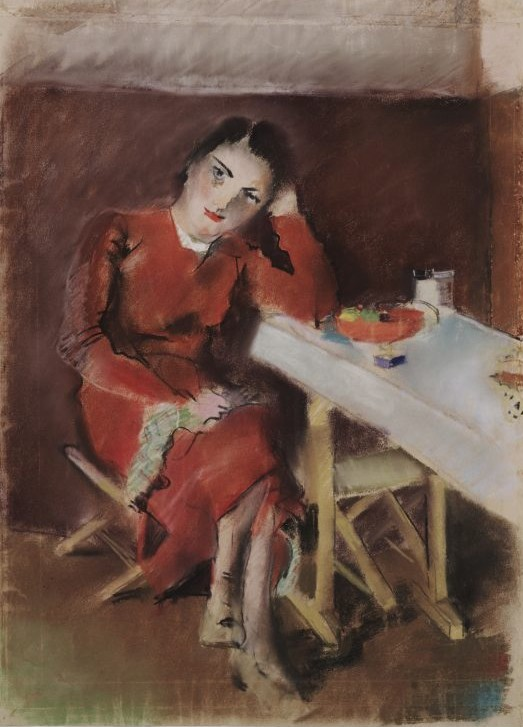
Dona a la taula

Al mateix temps va començar a treballar amb els fills i filles d'emigrats polítics procedents d'Alemanya, amb els quals va aplicar el sistema que havia après de Johannes Itten, establint un intens vincle amb els nens i nenes, ja que la seva mera presència i calidesa personals van ser suficients per a crear aquesta atmosfera positiva. Durant la seva estada a Praga també va mantenir una intensa vida política, fins que el 1938 ella i el seu marit es van traslladar a Hronov. Tots dos van treballar a la fàbrica tèxtil B. Spiegler & Sons, i ella, com a dissenyadora, aviat va rebre el premi en l'exposició Vystava 38 Nachod.
Les forces antijueves, cada vegada amb més pes, van forçar la parella a reduir el seu nivell de vida dràsticament. No obstant això, va ser el moment en què les obres de Friedl Dicker-Brandeis van començar a destacar i encara que no era possible fer exposicions, una amiga seva li'n va organitzar una el 1940. 

## Durant la Segona Guerra Mundial

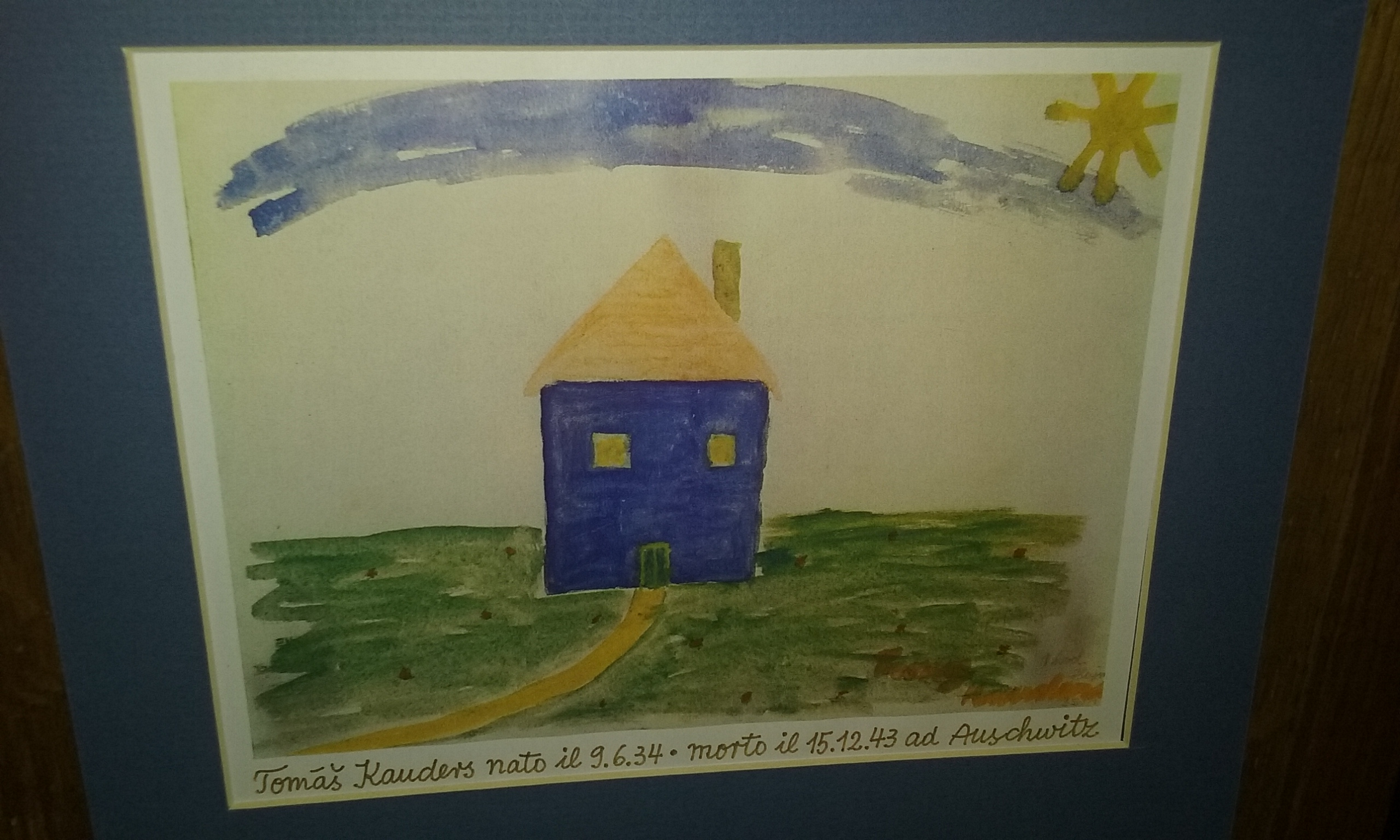
Dibuix d'un alumne de Friedl mort a Auschwitz. Exposició de gener de 2016 a Pisa.

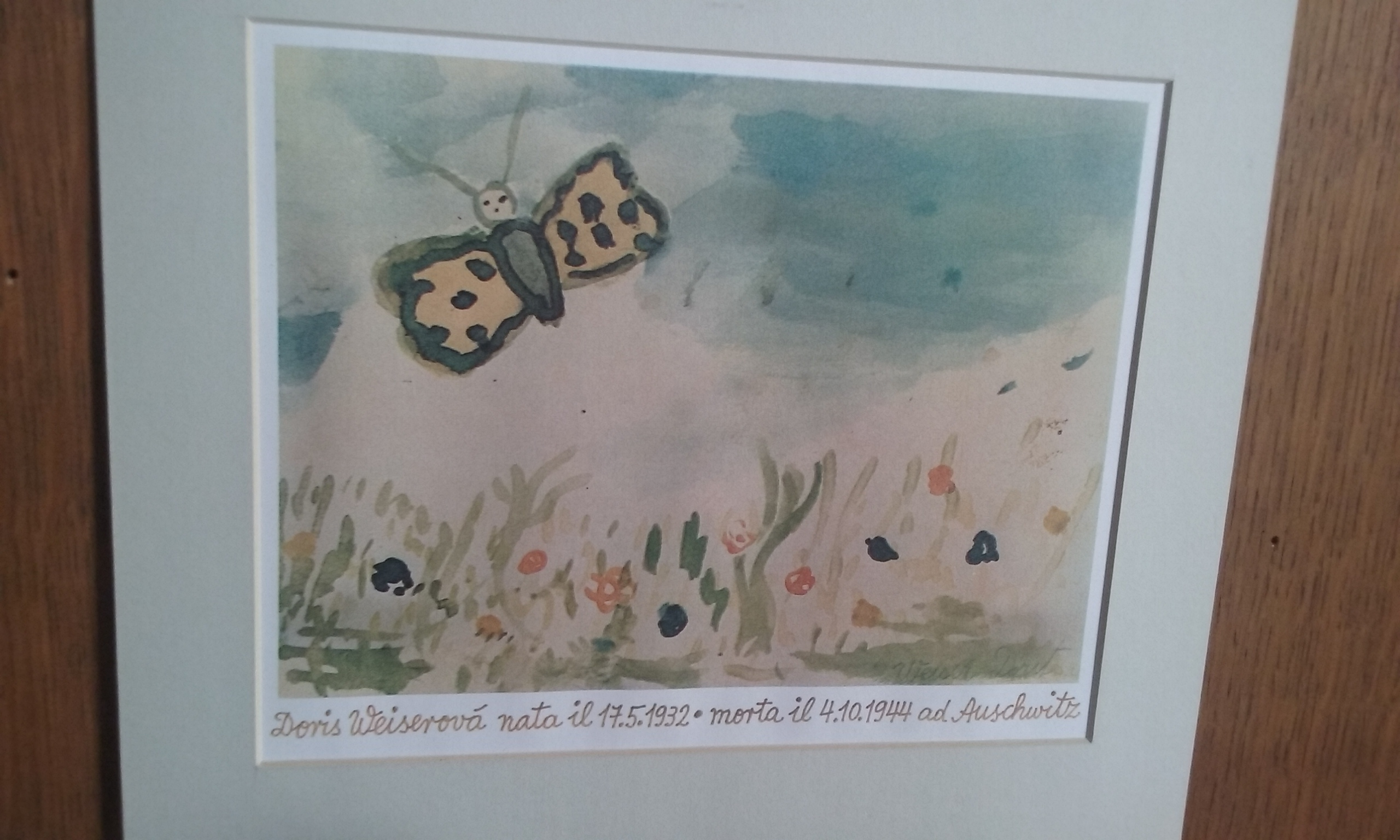
Dibuix d'una alumna de Friedl morta a Auschwitz. Exposició de gener de 2016 a Pisa.

A la fi de la tardor de 1942, la parella rebé una ordre de deportació i el 17 de desembre del mateix any van ser enviats a Terezín. Durant la seva captivitat, Friedl Dicker-Brandeis va organitzar clandestinament classes educatives i d'art per a la població infantil que es trobava reclosa. Va ensenyar a dibuixar a centenars de nens i nenes, va dissenyar decorats i vestuari per a, almenys, dues representacions infantils i va fer una exposició dels dibuixos que mostraven la vida diària en les seves anteriors llars. El seu principal objectiu era restablir el món interior dels petits, que estava destrossat, administrant teràpia a través de l'expressió artística, de manera que poguessin canalitzar les seves emocions i entendre el seu entorn. D'aquesta manera, tots els seus recursos es van fusionar en la feina: la seva personalitat carismàtica, una enorme energia, mètodes d'ensenyament innovadors, habilitats artístiques refinades i un profund coneixement de la psicologia infantil. Friedl Dicker-Brandeis exercia una forta influència positiva sobre tots ells. Els que van sobreviure diuen que ella era “el misteri de la bellesa” o “el misteri de la llibertat”. Una de les seves primeres alumnes, Erna Furman, va escriure: “l'ensenyament de Friedl (Dicker-Brandeis) i el temps que vaig passar dibuixant amb ella són els records que guardo amb més afecte en la meva memòria de tota la meva vida. Ella va ser l'única que em va ensenyar sense demanar mai res a canvi. Només es donava a si mateixa als altres (Carta a Elena Makarova, 1989)". El setembre del 1944, el seu marit va ser transportat a Auschwitz. Friedl Dicker-Brandeis, per a reunir-se amb ell, va ser deportada voluntàriament junt amb alguns dels seus estudiants. Però abans de marxar va lliurar a Raja Engläderova, l'encarregada de la llar de noies L 410, dues maletes amb 4.500 dibuixos fets a les seves classes perquè els lliurés a Hana Brady. Dicker-Brandeis va morir a Birkenau el 9 d'octubre de 1944 a l'edat de 46 anys. El seu marit, Pavel, va sobreviure a l'Holocaust.

## El seu llegat

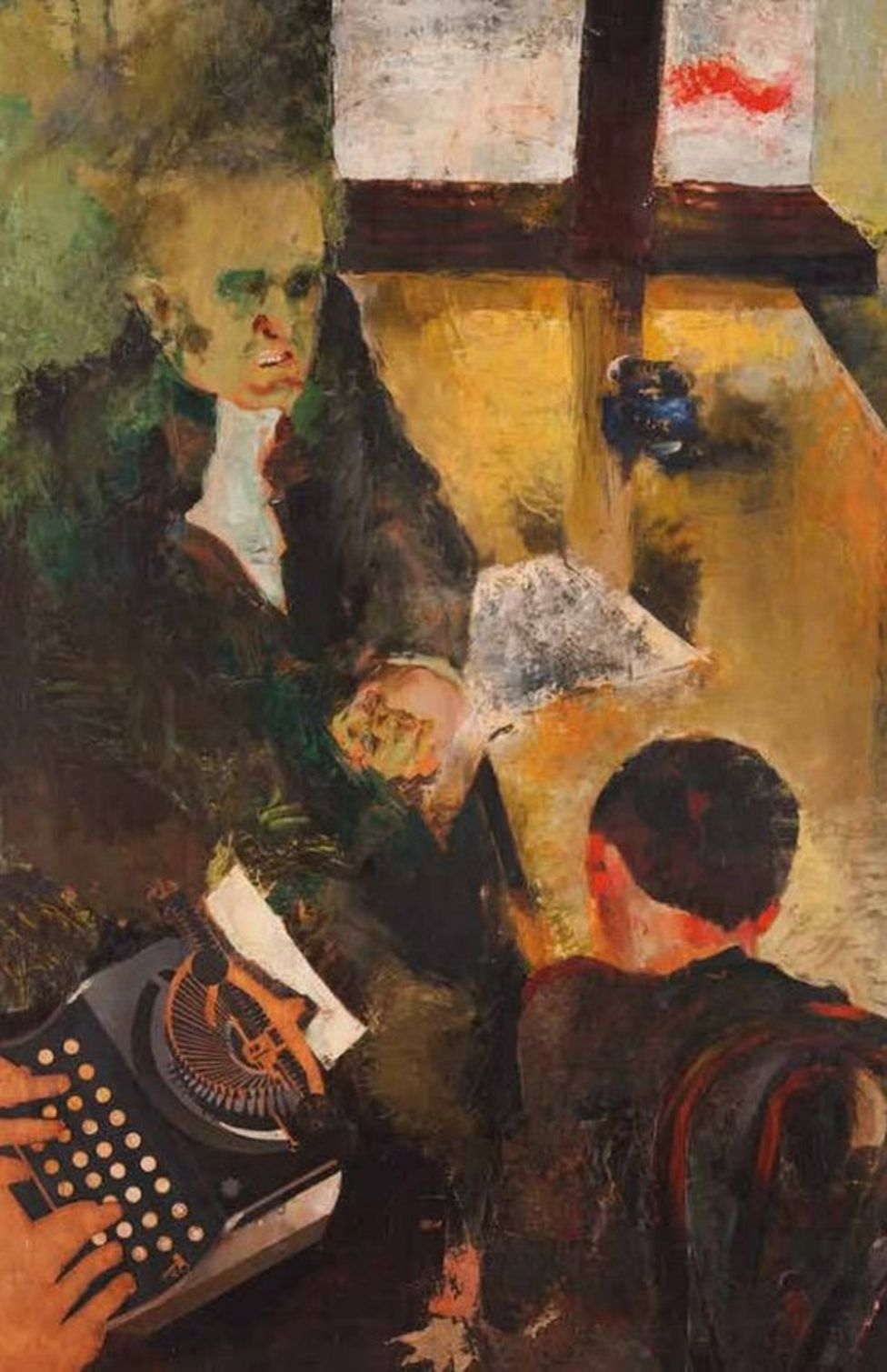
Interrogatori I. Museu Jueu de Praga

Després de la Guerra, Willy Groag, el director de la llar de noies L410 va lliurar les maletes amb els dibuixos dels nens i nenes a la comunitat jueva de Praga. Dels aproximadament 660 autors, uns 550 van ser assassinats en l'Holocaust. Els dibuixos, actualment, formen part de la col·lecció del Museu Jueu, alguns d'ells s'exhibeixen també en el Museu Jueu de Praga-Sinagoga de Pinkas.
A la dècada de 1980 es van descobrir més d'un centenar dels esbossos que mai va poder completar i ara es troben al Centre Simon Wiesenthal, de Los Angeles. El 1999, Simon Wiesenthal va organitzar l'exposició Friedl Dicker-Brandeis, la comissària de la qual era Elena Makarova, inaugurada a Viena. L'exposició es va mostrar a la República Txeca, Alemanya, Suècia, França, els Estats Units, el Japó i l'Argentina.